# 다루마에산

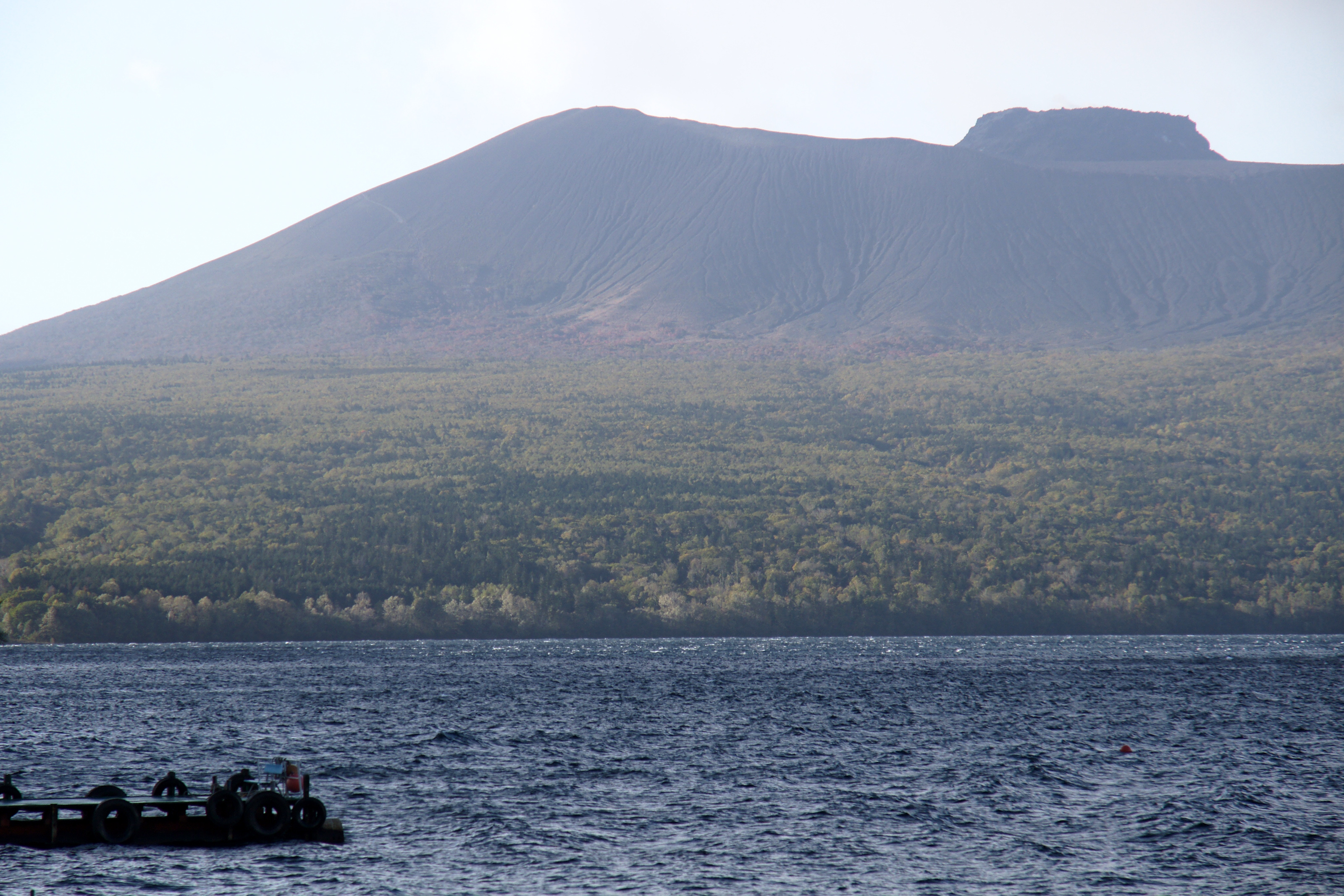
다루마에 산

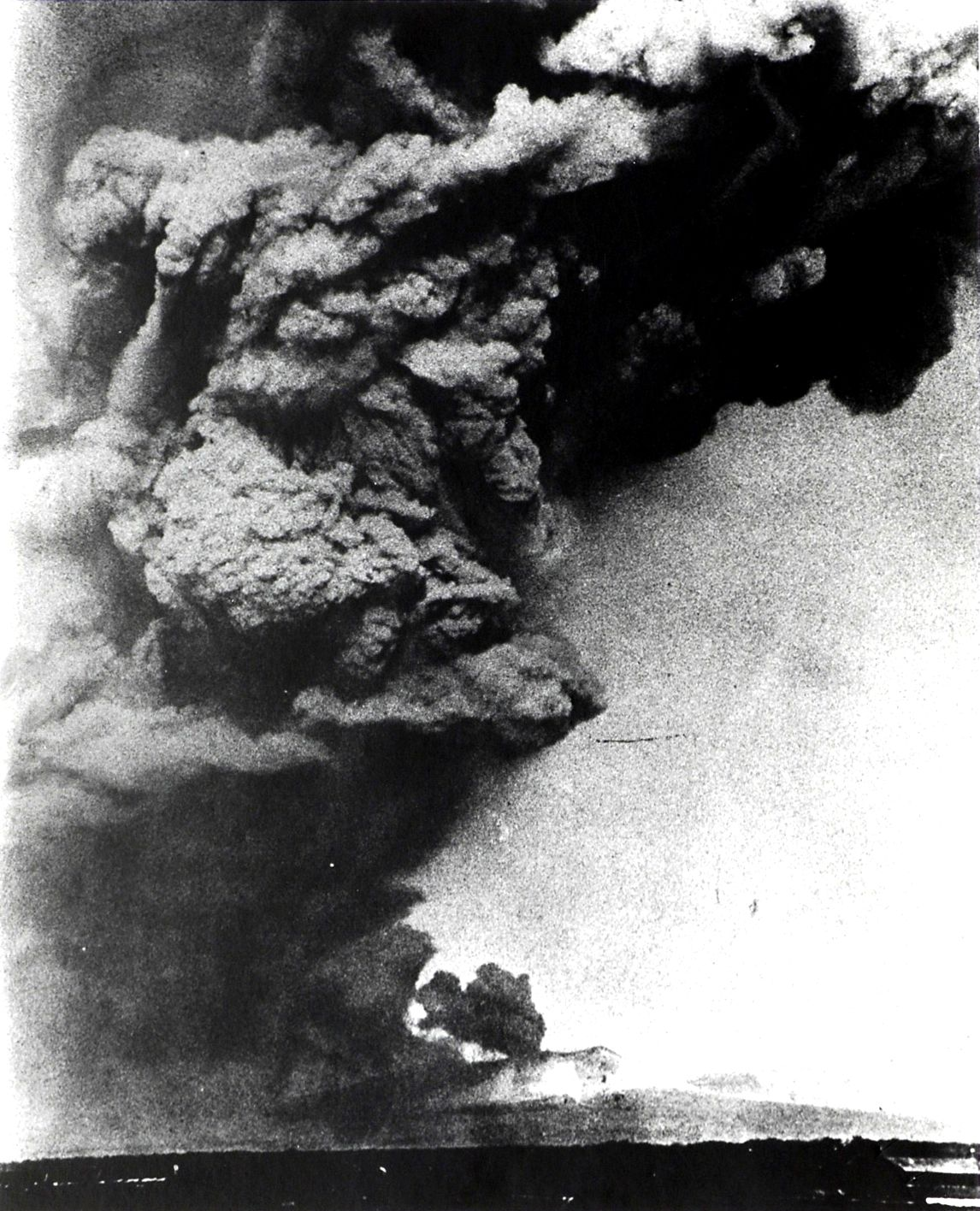
다루마에 산이 폭발하는 모습(1909년)

다루마에산(樽前山)은 일본 홋카이도의 시코쓰호 남쪽에 있는 성층 화산으로, 활화산이다. 이 화산은 성층 화산인데 위에 용암 돔(종상 화산)이 있어서 복합 화산이라고 불린다. 겨울이 되면 눈이 쌓이며, 현재도 분화 조짐을 보이고 있어 주의가 필요하다. 다루마이(Tarumai)라고 불리기도 한다.